# 사랑의 굴레
《사랑의 굴레》는 1989년 4월 22일부터 1989년 10월 8일까지 방영된 한국방송공사 주말연속극이다. 히스테리한 여자 한정숙 역을 맡은 고두심이 "잘났어, 정말!"이란 유행어로 큰 인기를 누렸으며, 이 작품으로 1989년 KBS 연기대상에서 대상까지 거머쥐었다.

## 기획 의도
가난한 만학도인 대학생 선미가 어머니가 죽은 후 사업가 박인섭의 집에 가정교사로 들어가면서 결국 그와 사랑에 빠지는 이야기를 담은 멜로 드라마

## 등장 인물
- 김미숙 : 이선미 역

25세의 만학도. 가정교사를 하던 중 홀어머니가 세상을 뜨고 막연한 생계로 방황하다 의류 수출업을 하는 인섭의 집에 가정교사로 입주한다.
- 고두심 : 한정숙 여사 역

박인섭의 아내로 히스테리한 여자. 애정결핍으로 '경계선 인격장애'를 앓고 있다. 48회에서 인섭과 화해를 했다.
- 노주현 : 박인섭 역

진성어패럴 사장. 한정숙 여사의 남편. 사람보다는 개를 더 좋아하며, 정신질환 아내와의 갈등에 시달리며 일을 사랑하는 남자로 시종일관 말이 없다. 48회에서 정숙과 화해를 했다.
- 임성민 : 고영국 역

진성어패럴 실장. 선미의 남편. 선미의 과외 학생의 외삼촌.
- 유동근 : 유동호 역

극 초반 선미의 애인.(중도 하차)
- 사미자 : 정은, 정숙, 정희 자매의 어머니 역
- 이진숙 : 한정은 역

한정숙 여사의 언니. 진성어패럴 이사. 차분한고 온화한 성품으로 주변 사람들의 신망이 두텁다.
- 정해창 : 선미의 이모부 역

성품이 온화하며 늘 선미를 위해준다.
- 백수련 : 선미의 이모 역

삶의 고단함만큼 억척스러운 여자.
- 정욱 : 정 상무 역

신지원의 남편. 유림증권 상무. 인섭의 선배
- 윤여정 : 신지원 역

정숙을 담당하는 정신과 의사. 정은의 친구. 선미를 추천하여 인섭과 정숙의 집으로 들여 보낸다.
- 전원주 : 개성댁 역

박 사장네 가정부. 황인욱의 어머니.
- 이주경 : 한정희 역

한정은과 한정숙 여사의 여동생. 인욱과 연인 사이로 집안의 반대를 극복하고 결혼한다.
- 정재순 : 영국의 누나 역

선미 과외 학생의 어머니. 고영국의 누나. 초라한 선미를 미워한다.
- 선우재덕 : 황인욱 역

개성댁의 아들. 물리학 박사. 인섭의 경제적 후원으로 미국 유학을 떠난다. 정희의 연인으로 후에 결혼한다.
- 윤병훈
- 김경하
- 박태민
- 임택선
- 서승현
- 천수현 : 미스 진 역

박인섭의 비서.
- 장서희 : 영국의 조카 역

선미가 과외 가르치던 학생. 이기적이고 버릇없다.
- 조은정 → 문수인 : 박미애 역, 인섭, 정숙 부부의 딸. 중학교 1학년.
- 조현철 : 박승우 역

인섭, 정숙 부부의 아들. 미애의 남동생. 초등학교 5학년.
- 최항석
- 박영목
- 윤덕용
- 박해상
- 박상만
- 이현실
- 김종결 : 제비 역

집 나온 정숙과 호텔에서 하룻밤을 보내고 이를 빌미로 인섭에게 거액을 요구한다. 야비한 성격.
- 김봉근
- 김천만
- 김문정
- 장정희
- 정재은

## 제작진
- 기획 : 하강일
- 극본 : 홍승연
- 연출 : 염현섭
- 보조출연 : (주) 한국예술
- 기술감독 : 안규갑
- 조명감독 : 유용우
- 영상 : 이웅주
- 녹화 : 안혁석
- 음향 : 엄재섭, 유병수, 유영조
- 조명 : 박영현, 장현기
- 미술감독 : 이석우
- 무대 디자인 : 황봉익
- 타이틀 디자인 : 김태준
- 사식 : 권도희
- 소품 : 윤재흠, 유조현
- 의상 : 이명종
- 분장 : 심성보 → 이대현
- 미용 : 조순열
- 장치 : 김군석, 홍사문
- 작화 : 권혁태
- 컴퓨터 그래픽 : 이대승
- 타이틀 사진 : 조항윤
- 편집 : 장영국, 정동완
- 녹음 : 이상봉
- 무대감독 : 장동국
- 음악효과 : 임택수
- 음향효과 : 박용기
- 주제가 작곡 : 김희갑
- 작사 : 지명길
- 노래 : 임희숙
- 야외촬영 : 성재환, 엄태만
- 야외조명 : 김종덕, 김장면
- 카메라 감독 : 임재완
- 카메라 : 김성수, 조남호, 박종관
- 스크립터 : 한은미
- 의상협조 : 성도어패럴, 소니아 정
- 촬영협조 : 백산 스포션, 하얏트 리젠시 서울, 고대부속 구로병원
- 가구협찬 : 라자가구
- 조연출 : 이강현

## 수상
- 1989년 KBS 연기대상 대상 고두심
- 1989년 KBS 연기대상 최우수연기상 노주현

## 주제가
- 제목 : 사랑의 굴레
- 작사 : 지명길
- 작곡 : 김희갑
- 노래 : 임희숙

## 촬영협조
- 동서증권
- 교남소망의집

## 차량협찬
- 대우자동차

## 회차별 다시보기

#### 1회 ~ 50회
| 방송 회차 | 방송 일자       | 다시보기 |
| --------- | --------------- | -------- |
| 1회       | 1989년 4월 22일 |          |
| 2회       | 1989년 4월 23일 |          |
| 3회       | 1989년 4월 29일 |          |
| 4회       | 1989년 4월 30일 |          |
| 5회       | 1989년 5월 6일  |          |
| 6회       | 1989년 5월 7일  | 유실됨   |
| 7회       | 1989년 5월 13일 |          |
| 8회       | 1989년 5월 14일 |          |
| 9회       | 1989년 5월 20일 |          |
| 10회      | 1989년 5월 21일 |          |
| 11회      | 1989년 5월 27일 |          |
| 12회      | 1989년 5월 28일 |          |
| 13회      | 1989년 6월 3일  |          |
| 14회      | 1989년 6월 4일  |          |
| 15회      | 1989년 6월 10일 |          |
| 16회      | 1989년 6월 11일 |          |
| 17회      | 1989년 6월 17일 |          |
| 18회      | 1989년 6월 18일 |          |
| 19회      | 1989년 6월 24일 |          |
| 20회      | 1989년 6월 25일 |          |
| 21회      | 1989년 7월 1일  |          |
| 22회      | 1989년 7월 2일  |          |
| 23회      | 1989년 7월 8일  |          |
| 24회      | 1989년 7월 9일  |          |
| 25회      | 1989년 7월 15일 |          |
| 26회      | 1989년 7월 16일 |          |
| 27회      | 1989년 7월 22일 |          |
| 28회      | 1989년 7월 23일 | 유실됨   |
| 29회      | 1989년 7월 29일 | 유실됨   |
| 30회      | 1989년 7월 30일 |          |
| 31회      | 1989년 8월 5일  |          |
| 32회      | 1989년 8월 6일  |          |
| 33회      | 1989년 8월 12일 |          |
| 34회      | 1989년 8월 13일 |          |
| 35회      | 1989년 8월 19일 |          |
| 36회      | 1989년 8월 20일 |          |
| 37회      | 1989년 8월 26일 |          |
| 38회      | 1989년 8월 27일 |          |
| 39회      | 1989년 9월 2일  |          |
| 40회      | 1989년 9월 3일  |          |
| 41회      | 1989년 9월 9일  |          |
| 42회      | 1989년 9월 10일 |          |
| 43회      | 1989년 9월 16일 |          |
| 44회      | 1989년 9월 17일 |          |
| 45회      | 1989년 9월 23일 |          |
| 46회      | 1989년 9월 24일 |          |
| 47회      | 1989년 9월 30일 |          |
| 48회      | 1989년 10월 1일 |          |
| 49회      | 1989년 10월 7일 |          |
| 50회      | 1989년 10월 8일 |          |

## 참고 사항
- 당시 조연출이었던 이강현은 고두심에게 "연출자가 되면 반드시 함께 하자"며 약속을 했으며[4] 이강현은 훗날 자신이 담당 PD로 참여한 작품인 《그대는 별》에서 고두심과 연출자-연기자로 만났다.
- 2019년 KBS디지털미디어국에서는 당시 연출자였던 염현섭 PD로부터 영상을 기증받아 대부분 회차를 유튜브 채널 옛날티비를 통해 풀영상을 순차적으로 공개하고 있다. 단, 6화, 28화, 29화의 경우 영상이 유실되었기에 제외되었다.
- 이 시기 과소비 행태가 사회적 문제가 대두되었던 시기에 극중 크로즈업된 주인공 거주 가옥의 외형이라든지 하는 화려하고 일반적 서민들 삶의 모습과는 거리감 있는 모습이 문제되기도 하였다